# Ali Kuh
Der Ali Kuh (`Alī Kūh) ist ein Berg  in der Provinz Balch in Afghanistan.
Der Gipfel ist 1752 Meter hoch, sein westlicher Nebengipfel ist rund 1500 Meter hoch. Der Berg liegt rund 20 Kilometer südlich der Großstadt Mazār-i Scharif.